# Invariant cohomologique
 (juin 2023).
En mathématiques, un invariant cohomologique d'un groupe algébrique G sur un corps est un invariant des formes de G à valeurs dans un groupe de cohomologie galoisienne.

## Définition
Soit G un groupe algébrique défini sur un corps K. On choisit un corps séparablement clos K contenant K. Pour une extension finie L de K dans K soit ΓL le groupe de Galois absolu de L. Le premier groupe de cohomologie {\displaystyle H^{1}(L,G)=H^{1}(\Gamma _{L},G)} est un ensemble qui classe les G-torseurs sur L ; il est fonctoriel en L.
Un invariant cohomologique de G de dimension d à valeurs dans un ΓK-module M est une transformation naturelle des foncteurs (par rapport à L) de {\displaystyle H^{1}(L,G)} vers {\displaystyle H^{d}(L,M)}.
Autrement dit, un invariant cohomologique associe de façon naturelle un élément d'un groupe de cohomologie abélienne à un élément d'un ensemble de cohomologie non abélienne.
Plus généralement, si A est un foncteur quelconque des extensions finies d'un corps vers les ensembles, alors un invariant cohomologique de A de dimension d à valeurs dans un Γ-module M est une transformation naturelle de foncteurs (de L) de A vers {\displaystyle H^{d}(L,M)}.
Étant donné un groupe G ou un foncteur A, une dimension d et un module galoisien M, les invariants cohomologiques forment un groupe abélien noté {\displaystyle \operatorname {Inv} ^{d}(G,M)} ou {\displaystyle \operatorname {Inv} ^{d}(A,M)}.

## Exemples
- Soit A le foncteur qui envoie un corps vers l'ensemble des classes d'isomorphisme d'algèbres de dimension n qui sont étales sur ce corps. Les invariants cohomologiques à coefficients dans ℤ/2ℤ forment un module libre sur la cohomologie de k ayant pour base des éléments de degrés 0, 1, 2,..., m où m est la partie entière de n/2.
- L'invariant de Hasse-Witt (en) d'une forme quadratique est essentiellement un invariant cohomologique de dimension 2 du groupe spinoriel correspondant, à valeurs dans un groupe d'ordre 2.
- Si G est un quotient d'un groupe par un sous-groupe central fini lisse C, alors l'application de bord de la suite exacte correspondante donne un invariant cohomologique de dimension 2 à valeurs dans C. Si G est un groupe spécial orthogonal et si le recouvrement est le groupe spinoriel alors l'invariant correspondant est essentiellement l'invariant de Hasse-Witt.
- Si G est le groupe orthogonal d'une forme quadratique en caractéristique différente de 2, on dispose de classes de Stiefel-Whitney pour chaque dimension positive, qui sont des invariants cohomologiques à valeurs dans ℤ/2ℤ. (Ce ne sont pas les classes topologiques de Stiefel-Whitney d'un fibré vectoriel réel mais ce sont leurs analogues pour les fibrés vectoriels sur un schéma.) En dimension 1 c'est essentiellement le discriminant et en dimension 2 c'est essentiellement l'invariant de Hasse-Witt.
- L'invariant d'Arason (en) e3 est un invariant de dimension 3 de certaines formes quadratiques paires q ayant un discriminant trivial et un invariant de Hasse-Witt trivial. Il est à valeurs dans ℤ/2ℤ. Il peut être utilisé pour construire un invariant cohomologique de dimension 3 du groupe spinoriel correspondant comme suit. Si u est dans {\displaystyle H^{1}(K,\operatorname {Spin} (q))} et p est la forme quadratique correspondant à l'image de u dans {\displaystyle H^{1}(K,O(q))}, alors e3(p-q) est la valeur de l'invariant cohomologique de dimension 3 sur u.
- L'invariant de Merkurjev-Suslin est un invariant de dimension 3 d'un groupe linéaire particulier d'une algèbre centrale simple de rang n, à valeurs dans le carré tensoriel du groupe des racines n-ièmes de l'unité. Lorsque n = 2, il s'agit essentiellement de l'invariant d'Arason.
- Pour des groupes simplement connexes absolument simples G, l'invariant de Rost (en) est un invariant de dimension 3 à valeurs dans ℚ/ℤ(2) qui généralise en quelque sorte l'invariant d'Arason et l'invariant de Merkurjev-Suslin à des groupes plus généraux.